# Harry Whittier Frees

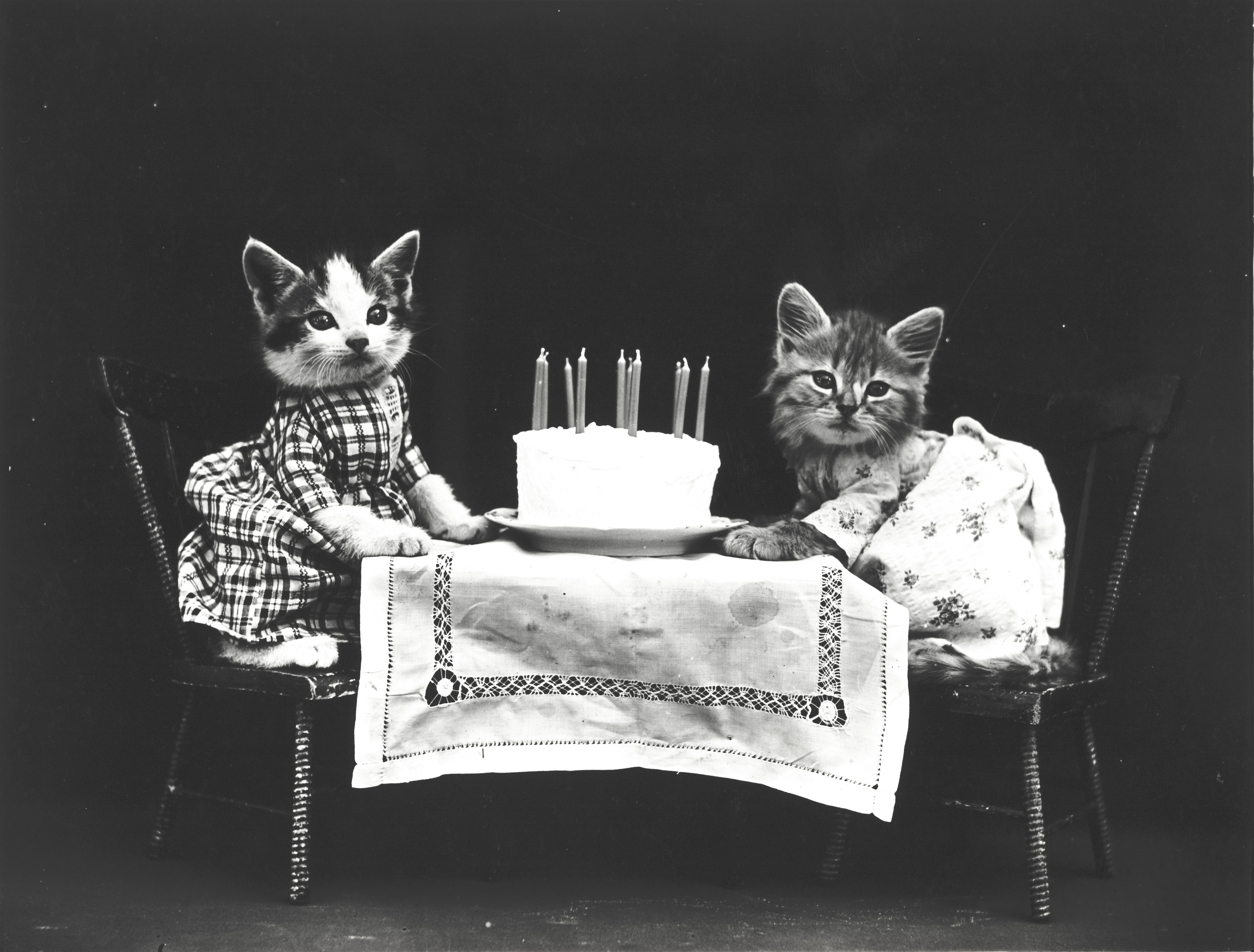
Fotografía hecha por Frees en 1914

Harry Whittier Frees (1879-1953) fue un fotógrafo americano que creó postales novedosas, artículos para Revista, libros para niños  basándose en sus fotografías de animales posando, Él vestía a  los animales y los hacía posar en  situaciones humanas con accesorios, a menudo con leyendas; estos pueden ser vistos como progenitores de los modernos lolcats.
En la elección de los gatos para sus fotos, Frees usó su libro Animal Land on the Air:

Los conejos  son los más fáciles de fotografiar disfrazados, pero incapaces de tomar muchas partes humanas. Los cachorros son tratables cuando se entienden bien, pero el gato es el animal actor más vérsatil, y puede posar en gran variedad de apariencias.
Harry Whittier Frees

 Usó 1/5 de una segunda exposición y mantuvo a los animales en posición usando vestimenta rígida, alfileres y tenedores.  Trabajó tres meses al año, ya que hacer las imágenes fue estresante.

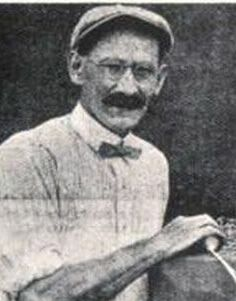
Harry Whittier Frees (recortada)

Frees nació en Reading, Pensilvania en 1879, después de qué su familia se mudó a Oaks, Pensilvania. En 1937  trabajó en Audubon, asistido por un casero quién hizo los trajes de los animales. Fue soltero y gastó mucho de su vida preocupándose por sus padres; después de que  murieron se mudó a Clearwater, Florida, en donde se suicidó en 1953 después de que se le diagnosticase de cáncer.